# Église d'Hartola
L'église d'Hartola située à Hartola en Finlande a été construite en granite de 1911 à 1913 selon les plans de l'architecte Josef Stenbäck. Elle offre 700 sièges.
Elle est du style nationaliste romantique avec des influences des styles néogothique et Art nouveau.

## Histoire

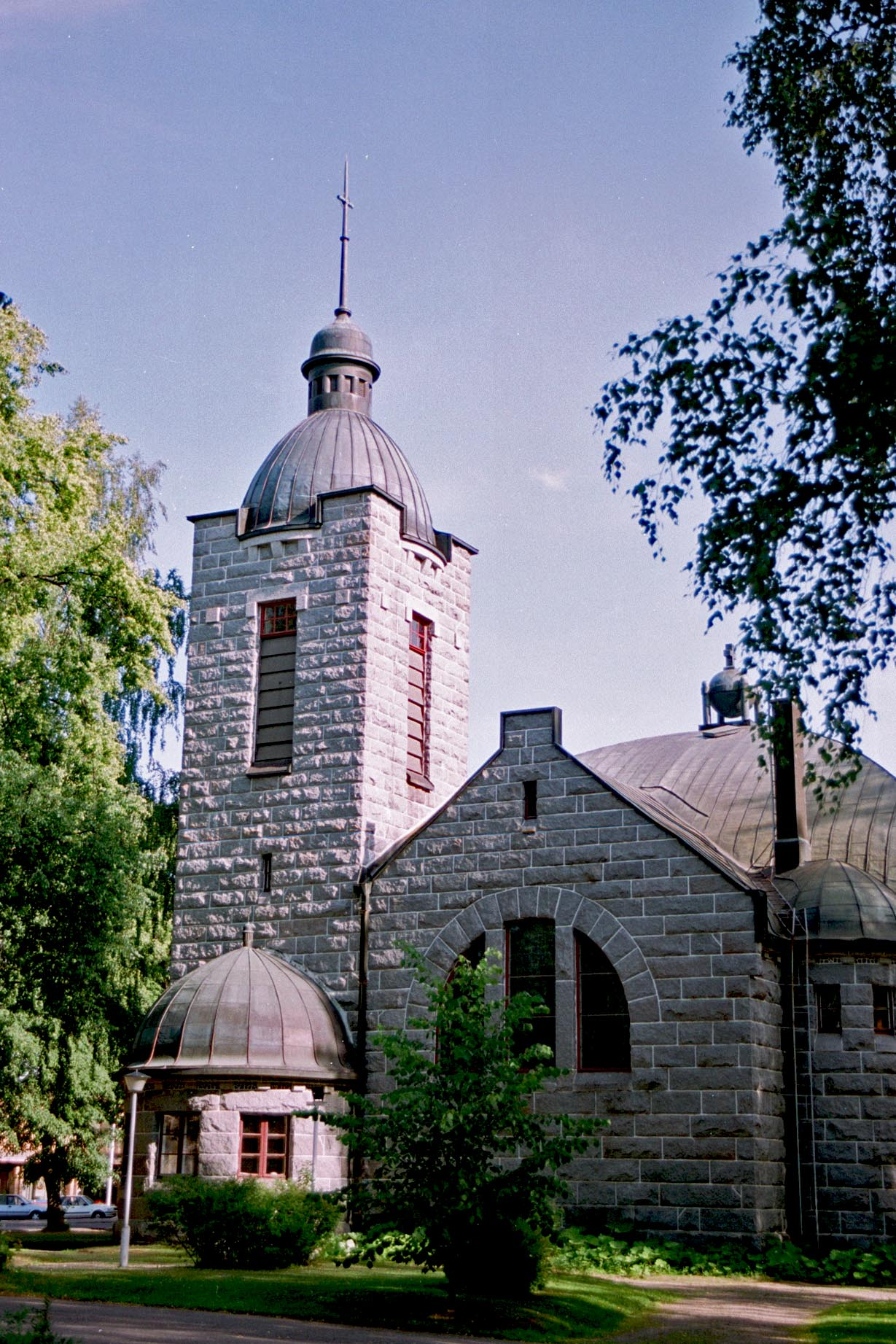
L'Église de Hartola

La plus ancienne mention d'une église à Hartola date de 1398, il ne reste que l'information sur son emplacement de l'époque situé entre les lacs Jääsjärvi et Rautavesi.
En 1540 il est fait mention d'une paroisse de Sysmä située à Hartola qui portait alors le nom de Koskipää. Hartola se sépare de Sysmä en 1784, le roi Gustave III de Suède renomma le lieu 
Hartola en l'honneur de Gustave IV Adolphe de Suède. Le nom suédois de Hartola est en effet toujours Gustaf Adolfs.
Dans les années 1590, Sipi Henrikinpoika construit à Hartola une nouvelle église. Dans les années 1684 à 93, Daniel Juhonpoika, construit une église en bois. Ses bûches sont ensuite vendues  en 1928 pour construire l'église de Pertunmaa. À l'endroit où se situait cette église on trouve encore une pierre mémorielle au croisement des rues  Koskipääntie et Kaikulantien. Le retable de l'époque peint par L.J. Carlström est de nos jours dans la maison paroissiale de Hartola Les orgues de l'ancienne église ont été transférées dans l’église actuelle.
L’église actuelle, conçue par Josef Stenbäck est construite de 1911 à 1913. Elle est baptisée par l'Évêque O.I. Colliander et est utilisée depuis le 16 décembre 1913.